# ماتیاس بیلیاکا
ماتیاس بیلیاکا (کرواتی: Matias Biljaka؛ زادهٔ ۲۰ ژانویهٔ ۱۹۹۹) بازیکن واترپلو اهل کرواسی است.